# Martin Järveoja
Martin Järveoja, född 18 augusti 1987 i Tartu, Estland, är en estländsk kartläsare som tävlar tillsammans med Ott Tänak för M-Sport Ford WRT i WRC.
Han har tidigare tävlat med Tänak för Hyundai och Toyota, med vilka han blev världsmästare tillsammans med Tänak 2019.

## Världsmästare 2019
Järveoja blev, tillsammans med Ott Tänak, världsmästare 2019 och är därmed den förste co-drivern, förutom Daniel Elena (co-driver åt Sébastien Loeb) och Julian Ingrassia (co-driver åt Sébastien Ogier), som vinner WRC sedan Phil Mills vann med Petter Solberg 2003. Han och Tänak är också de förste världsmästarna från Estland.

## Referenser

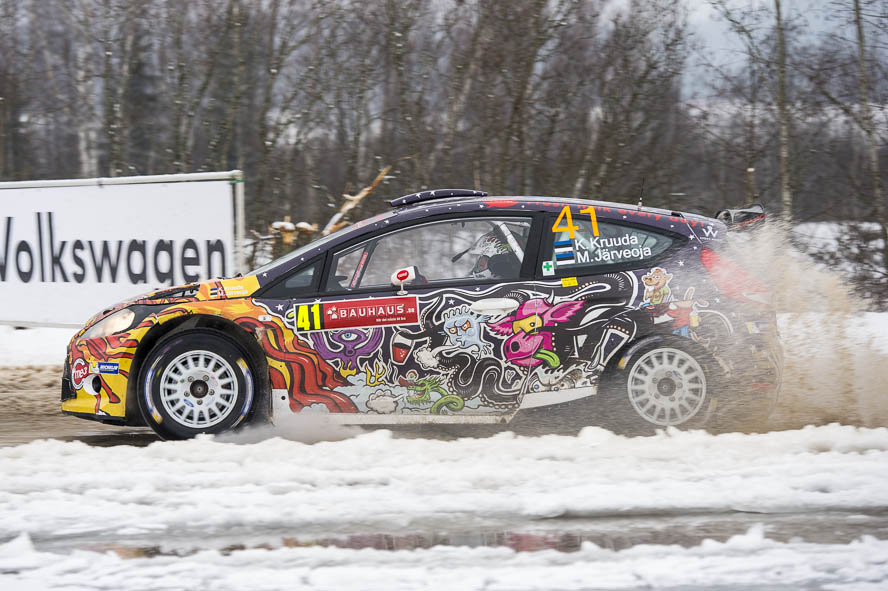
Järveoja med Karl Kruuda under Rally Sweden 2014.

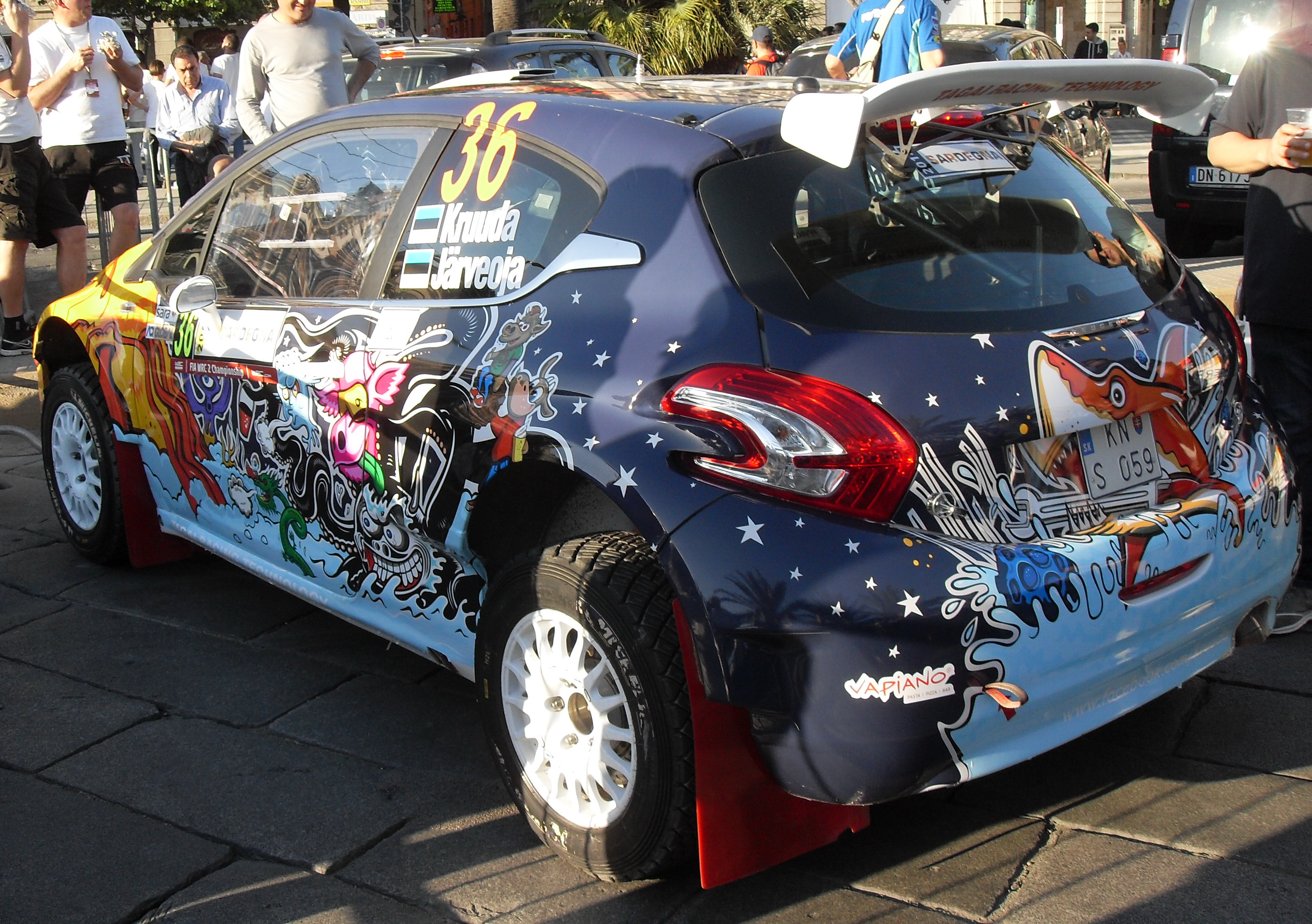
Järveoja med Karl Kruuda i WRC2 (en underklass till WRC) under Rally d'Italia på Sardinien, 2014.

## Vinster i WRC
| Säsong | Tävling | Förare    | Bil              |
| ------ | --- | --------- | ---------------- |
| 2017   | Rally d'Italia Rally Deutschland                                                                                    | Ott Tänak | Ford Fiesta WRC  |
| 2018   | Rally Argentina Rally Finland Rally Deutschland Rally Turkey                                                        | Ott Tänak | Toyota Yaris WRC |
| 2019   | Rally Sweden Copec Rally Chile Rally de Portugal Rally Finland Rallye Deutschland Wales Rally GB Rally de Catalunya | Ott Tänak | Toyota Yaris WRC |
| 2020   | Rally Estonia | Ott Tänak | Hyundai i20 WRC  |
| 2021   | Arctic Rally Finland                                                                                                | Ott Tänak | Hyundai i20 WRC  |
| 2022   | Rally d'Italia Rally Finland Ypres Rally                                                                            | Ott Tänak | Hyundai i20 WRC  |